# Lisboa Belém Open 2024
Die Lisboa Belém Open 2024 waren ein ITF-Tennisturnier der ITF Women’s World Tennis Tour 2024 für Damen und ein ATP-Tennisturnier der ATP Challenger Tour 2024 für Herren in Lissabon und fanden parallel vom 23. bis 29. September 2024 statt.